# カミングダウト
『カミングダウト』は、2004年4月3日から2005年3月29日まで日本テレビ系列でレギュラー放送していた、バラエティ番組。
放送時刻は毎週火曜23:40 - 0:20(JST)。2004年1月4日に1回、同番組のスペシャルを放送し、好評だったためレギュラー放送化となった。4月3日 - 9月25日までは毎週土曜（最終週除く）深夜（60分間）に放送されていたが、10月の改編により2004年10月5日からしんバラ枠（現在：『プラチナイト』）に放送時間が変わり、全国放送に昇格（40分間に短縮）。

## 概要
衝撃の告白のウソを見破る「だまし合いカードバトル」。
プレイヤー（毎週変わるゲスト）は、“真実の告白”を行う「トゥルーカード」と、“ウソの告白”を行う「ダウトカード」を駆使して、熾烈な心理戦を繰り広げる。
敵のウソを見抜く「洞察力」、自分のウソを見抜かせない「演技力」、そして「かけひき」に長けたものがゲームを制する。
ゲスト出演者としては若手お笑いタレントや女性アイドルが多い。特に若手芸人がブレーク前の意外な過去を告白したり、どう考えてもウソと思える告白で体を張った企画をやらされることも多かった。

## ルール
1. プレイヤーには5枚のカードが手渡される。「トゥルーカード」と「ダウトカード」の割合はプレイヤーによって違い、誰が何枚持っているかは自分以外判らないようになっている。
2. 一番左のプレイヤー（告白者）から1枚カードを裏にして出し、それが「トゥルーカード」ならば“真実の告白”「ダウトカード」ならば“ウソの告白”を行う。
3. ほかのプレイヤーはその告白に対する質問をする。（質問タイム）告白者は真実ならば本当の話で、ウソならばウソの話で答える。
4. その後、5秒間の“ダウトタイム”に入る。ほかのプレイヤーはその告白がウソだと思ったらダウトタイム中に早押しでダウトコールをする。また、ダウトコールが無かった場合“ノーダウト”となる。
5. 告白者はカードをオープンし、真実であったか、ウソであったかを明らかにする。
  1. ダウトコールがあった場合、その告白がウソであればダウト成功となり、コールをしたプレイヤーから1枚カードを受け取る。真実であれば“ミスダウト!”となり、コールをしたプレイヤーは1枚告白者のカードを1枚受け取る。
  2. ノーダウトであった場合、その告白がウソであれば“パーフェクトダウト!”となり、見破れなかった3人にカードが新たに1枚渡される。真実であればそのカードを消化する。（いずれも告白したカードは消化される。）
6. これを左から順番に繰り返して行き、残り1枚のプレイヤーが告白者になったら“ファイナルカミングダウト”に入る。ほかのプレイヤーを指名し、その指名者のみダウトコールをする。
7. 指名者の予想が当たっていた場合、告白者は1枚カードを受け取りゲーム続行。外れていた場合は告白者の優勝となりゲーム終了。
8. また、敗者3人のうち1人が知られたくない秘密を暴露される“ジョーカーズカミングダウト”なる罰ゲームもある。

### 「しんバラ」枠でのルールの違い
- カードの数が5枚から4枚となっている。
- 「パーフェクトダウト!」がカットされ、1枚消化されるのみとなっている。

## 窃盗告白事件
2005年2月15日放送の回でゲスト出演者であった当時未成年のあびる優が、「集団強盗でお店を潰したことがある」という「真実」を告白。ある店の倉庫に集団で忍び込んでダンボール箱単位で食料品等の盗みを繰り返し店を潰したという内容で、犯罪行為を面白おかしくクイズの題材にしたことで視聴者から多数の抗議を受けた。日本テレビはその翌週の番組冒頭で、「先週の当番組で、未成年のタレントの不法行為を取り上げるという不適切な放送がありました。 視聴者および関係者の皆様にご迷惑をおかけしましたことを深くお詫び申し上げます。」というテロップで謝罪し、内部調査を行うと発表した。
問題のあびるが所属しているホリプロは、事件の影響を把握した上で芸能活動を無期限で休止させる事を2月19日に事務所公式の謝罪文で発表したが、あびるの取った行為については「小学5年生の頃、近所の商店で菓子類を万引きした経験があり、番組を盛り上げようとフィクションを交えて誇張して語った」としている。なお、あびるの無期限活動休止処分は約2ヶ月後の4月19日に解除された。
なお、番組内ではあびるの発言に被せて「万引きは犯罪です 絶対にやめましょう」とのテロップを入れており、この事件についての報道でも「万引き」という語を使っていたマスコミが存在したが、万引きとは「客のふりをして、店から商品を盗むこと」であるため、告白にあった店の倉庫に不法侵入する窃盗行為は「万引き」ではなく「倉庫荒らし」と表現するのが適切な犯罪である。
同年3月の番組改編期を以って終了となったが、この事件の影響や視聴率低下による打ち切りだったのか、事件とは関係なく既に決まっていたことだったのかは、一切明らかにされていない。

### 他局番組への影響
問題が発生した数週間後、あびるが出演する予定だった同年2月24日放送の『どっちの料理ショー』（読売テレビ制作）はこの事件の煽りを食って放送内容を差し替えた。また番組の冒頭で内容変更に関するお断りのテロップを表示した。なお、該当回を『新・どっちの料理ショー』になる前の回に放送。あびるの出演シーンを一部カット。また、あびるが写っているシーンを発言テロップを被せて放送した。

### 行政指導
総務省情報通信政策局地上放送課は、日本テレビが「青少年の健全育成上好ましくない題材（集団による窃盗という犯罪行為）を取り上げ、同社の番組基準に反し、放送法第3条の3第1項の規定に抵触」していた事実を認定。「同社の番組基準に反する放送を行い、これらの放送が言論報道機関である放送事業者に対する国民の信頼を著しく損なった」として、2005年3月23日、日本テレビに対し「放送法および番組基準等の遵守・徹底、外部に制作を委託した番組のチェック機能の確立等再発防止に必要な措置を講ずること」を要請する行政指導を行った。

## 番組ディーラー（MC）
- 裏初代　佐藤祐造(インスタントジョンソン)（試作段階での司会者。よって、放送はされていない。）
- 初代　永井大（事実上、永井大は1月4日のスペシャルのみの担当）
- 2代目　谷原章介 2004年4月3日-最終回（レギュラー化後の司会者）

## アシスタント
高樹マリア、小田瑞穂がアシスタント（番組では「ダウトガール」）となっている。基本的にはカードを配る以外は端っこに座って出演者らの様子を見ている。

## ナレーター
- 来宮良子
- 針谷桂樹
- 佐藤アサト

## 関連商品
- カミングダウトカード
- カミングダウト―true or doubt?50 selections

## スタッフ
- 企画・総合演出：黒川高
- 構成：藤井やすひろ、池谷フューチャ
- TM (テクニカルマネージャー) ：福王寺貴之
- SW (スイッチャー)：木村博靖
- CAM (カメラマン)：望月達史
- MIX (ミキサー)：中山貴晴
- 音声：庄司薫一
- VE (ビデオエンジニア)：三山隆浩
- 照明：小笠原雅登
- 音効：石川一宏
- 編集：須藤康則（テレテックメディアパーク）
- MA：石塚亮（テレテックメディアパーク）
- 美術：小野寺一幸
- セットデザイン：近藤純子
- 大道具：角与一郎
- 小道具：中島浄
- 電飾：池埜雅史
- ヴァーチャル：神崎允斗、大竹潤一郎
- タイトル：中原芳
- CG：柴崎三穂子、武信考
- スタイリスト：江島モモ
- 編成：鬼丸尚、南波昌人
- 広報：原のりこ
- TK (タイムキーパー)：山沢啓子
- リサーチ：菅野勇雄
- AD (アシスタントディレクター)：滝沢賢治、加藤貴光、市村崇、杉田美和
- デスク：藤島悦子
- AP (アシスタントプロデューサー)：北詰由賀
- ディレクター：卯目速人、寺野慎一郎、森伸太郎、武信考
- 演出：小林一丈、長田昌之
- プロデューサー：篠宮浩司 / 天笠ひろ美、平山美由紀
- チーフプロデューサー：吉川圭三
- 技術協力：NTV映像センター
- 制作協力：THE WORKS、acro
- 製作著作：日本テレビ

## 放送していた局
2004年4月 - 9月末
日本テレビ、山形放送、福島中央テレビ、テレビ新潟、静岡第一テレビ、中京テレビ、熊本県民テレビ

（テレビ信州、鹿児島読売テレビは7月改編で一旦打ち切り）
2004年10月 - 2005年3月
日本テレビ系列（UMK含む）全局

## 深夜時代の同時刻に月1回放送されていた番組
- ジェネジャン